# Attachment Unit Interface

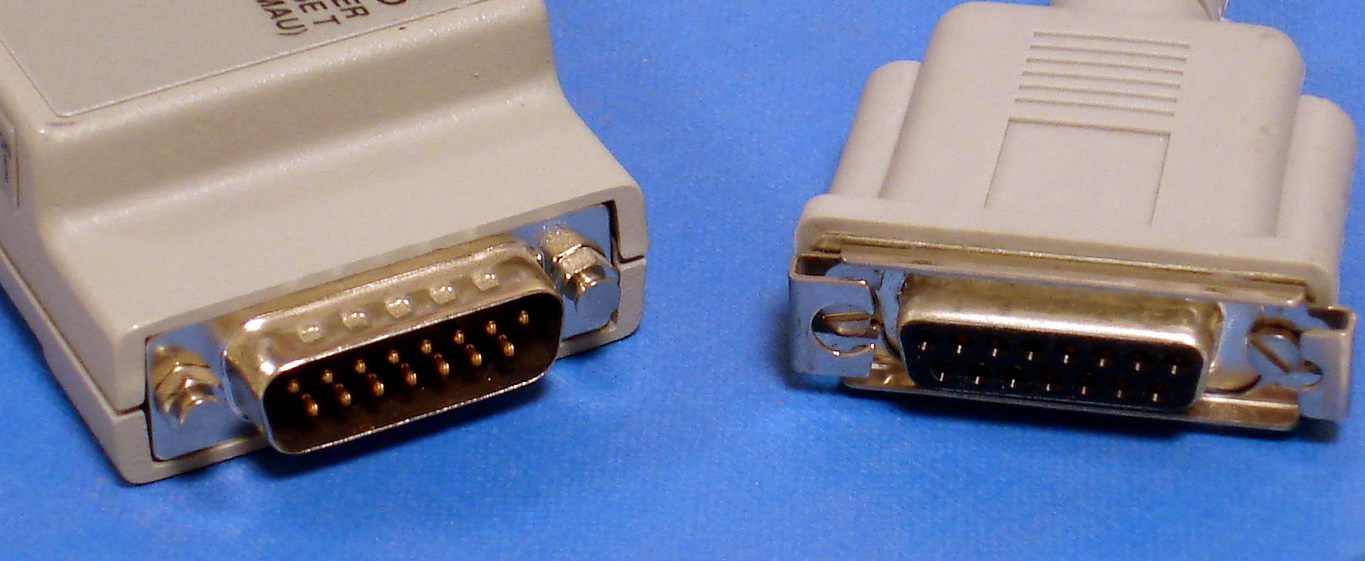
Connettori AUI. Il connettore maschio (a sinistra) è sul MAU e il connettore femmina (a destra) è sul dispositivo MAC (normalmente un computer o un hub Ethernet)

L'Attachment Unit Interface (AUI) è un'interfaccia fisica e logica definita nello standard originale IEEE 802.3 per 10BASE5 Ethernet e nel precedente standard DIX. L'interfaccia fisica è costituita da una connessione D-subminiature a 15 pin che fornisce un percorso tra la segnalazione fisica di un nodo Ethernet e la Medium Attachment Unit (MAU), a volte nota anche come transceiver. Un cavo AUI può essere lungo fino a 50 m, anche se spesso il cavo viene omesso del tutto e il MAU e il Media Access Control (MAC) sono collegati direttamente l'uno all'altro. Nelle implementazioni Ethernet senza MAU e MAC separati, l'AUI è omesso.
I connettori AUI sono diventati rari a partire dai primi anni '90, quando i computer e gli hub hanno iniziato a incorporare il MAU, in particolare quando lo standard 10BASE-T è diventato più comune e l'uso di 10BASE5 (thicknet) e 10BASE2 (thinnet) è diminuito. La connessione elettrica AUI era ancora presente all'interno dell'apparecchiatura. Con l'introduzione di Fast Ethernet, l'AUI è diventata obsoleta ed è stata sostituita dalla Media Independent Interface (MII). Gigabit Ethernet e 10 Gigabit Ethernet hanno rispettivamente le interfacce GMII e XGMII.
Una forma modificata che utilizza un connettore più piccolo chiamato AAUI è stata introdotta sui computer Apple Macintosh nel 1991 e il suo utilizzo è stato interrotto nel 1998.

## Connettore e segnali

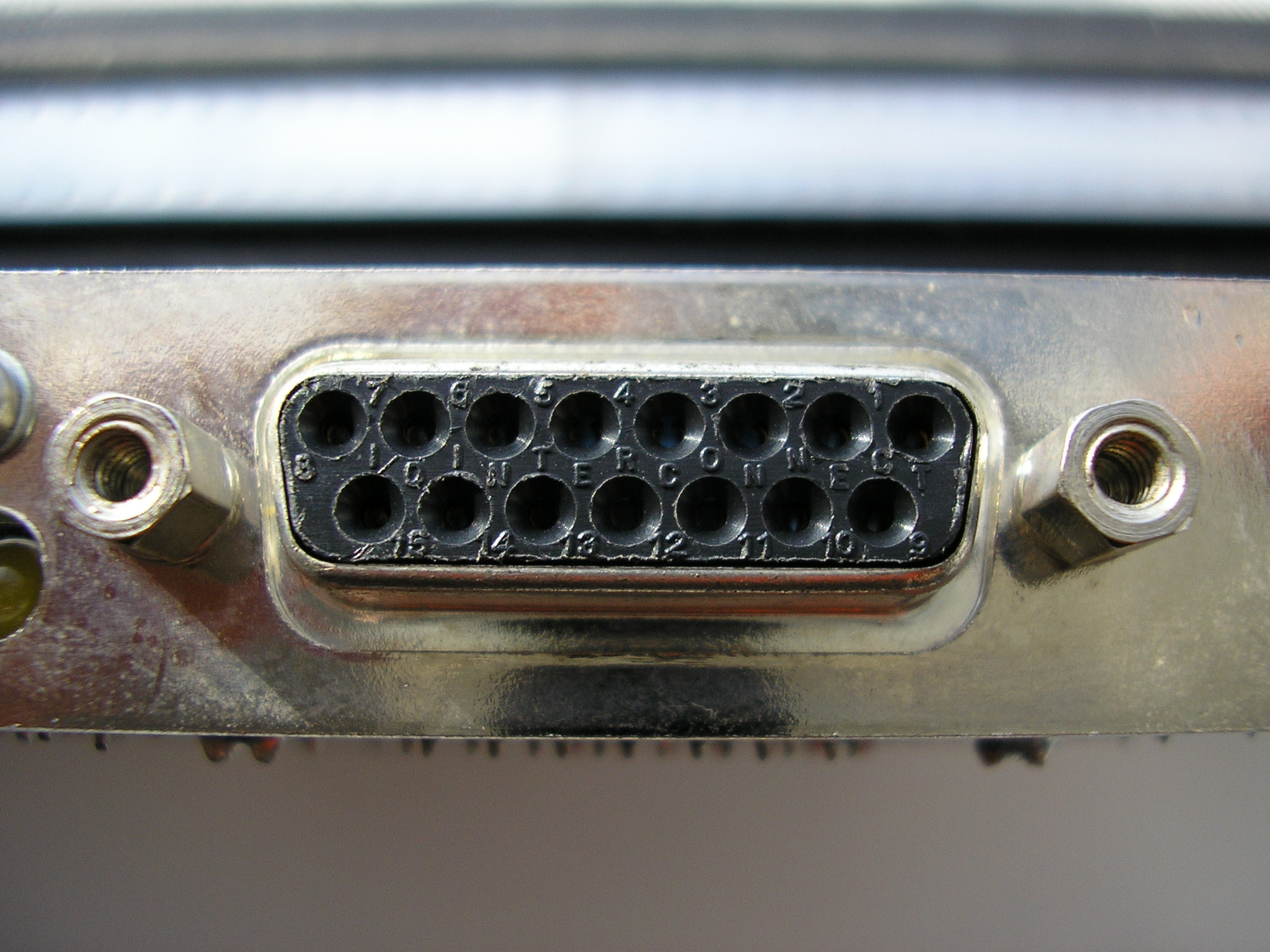
Connettore AUI con pin numerati sul controller Ethernet DEC EtherWorks LC (DE100).

Un connettore AUI è un DA-15 (D-subminiature). Ha una clip scorrevole al posto delle viti a testa zigrinata normalmente presenti su un connettore a D per tenere insieme due connettori. Questa clip consente di collegare direttamente MAU e MAC l'uno all'altro anche quando le loro dimensioni e forma precludono l'uso di viti a testa zigrinata.
| Pin       | Segnale | Descrizione                            |
| --------- | ------- | -------------------------------------- |
| 3         | DO-A    | Data Out Circuit A                     |
| 10        | DO-B    | Data Out Circuit B                     |
| 11        | DO-S    | Data Out Circuit Shield (non usato)    |
| 5         | DI-A    | Data In Circuit A                      |
| 12        | DI-B    | Data In Circuit B                      |
| 4         | DI-S    | Data In Circuit Shield                 |
| 7         | CO-A    | Control Out Circuit A (non usato)      |
| 15        | CO-B    | Control Out Circuit B (non usato)      |
| 8         | CO-S    | Control Out Circuit Shield (non usato) |
| 2         | CI-A    | Control In Circuit A                   |
| 9         | CI-B    | Control In Circuit B                   |
| 1         | CI-S    | Control In Circuit Shield              |
| 6         | VC      | Voltage Common (0 V)                   |
| 13        | VP      | Voltage Plus (+12 V)                   |
| 14        | VS      | Voltage Shield (not used)              |
| Involucro | PG      | Protective Ground                      |